# GRANRODEO LIVE AT BUDOKAN 〜G5 ROCK★SHOW〜
『GRANRODEO LIVE AT BUDOKAN 〜G5 ROCK★SHOW〜』（グランロデオ ライブ アット ぶどうかん ジーファイブ ロック・ショウ）は、2010年5月3日に開催されたGRANRODEOのコンサート。またその模様を収録した映像作品。2010年8月25日にDVDが、同年11月23日にBlu-ray DiscがGloryHeavenから発売。

## 概要
- DVD
  - 2010年8月25日発売
  - GRANRODEOのライブ映像作品。2010年5月3日に日本武道館で行われたライブ映像を収録している。
  - ライブ写真を使ったイメージブックと新曲「欲望∞」が収録されたCDが同梱されている。

- Blu-ray
  - 2010年11月23日発売
  - ライブ本編＆メイキング映像のBlu-ray2枚組

## 出演
- GRANRODEO
  - KISHOW（ボーカル）
  - e-ZUKA（ギター）

- サポート
  - 瀧田イサム（ベース）
  - 長井"VAL"一郎（ドラム）

## 収録内容
Disc-1
1. We wanna R&R SHOW
2. Infinite Love
3. アウトサイダー
4. tRANCE
5. DECADENCE
6. mistake
7. SEA OF STARS
8. ネジレタユガミ
9. BRUSH the SCAR LEMON
10. CANNON★BALL
11. LAST SMILE 〜style GR〜
12. なんとなく消したストーリー（アコースティック）
13. RIDE ON THE EDGE（アコースティック）
14. cage〜カナリヤ
15. シャニムニ
16. modern strange cowboy
17. 慟哭ノ雨
18. ケンゼンな本能
19. delight song
20. NOT for SALE
21. Beautiful world
22. Go for It!

Disc-2
1. CD

## テレビ放送
- TBSチャンネル1にて2017年2月5日に18:30 - 20:30に初放送。

放送曲目
| - 1.We wanna R&R SHOW - 2.Infinite Love - 3.アウトサイダー - 4.SEA OF STARS - 5.ネジレタユガミ | - 6.BRUSH the SCAR LEMON - 7.CANNON★BALL - 8.LAST SMILE 〜style GR〜 - 9.RIDE ON THE EDGE（アコースティック） | - 10.cage〜カナリヤ - 11.シャニムニ - 12.modern strange cowboy - 13.慟哭ノ雨 - 14.delight song | アンコール - 15.NOT for SALE - 16.Beautiful world ダブルアンコール - 17.Go for It! |